# Lars Andrén
Lars Vilhelm Andrén, född 17 maj 1918 i Kullerstads församling i Östergötlands län, död 18 augusti 1981 i Njurunda församling i Västernorrlands län, var en svensk friidrottare (stavhopp). Han tävlade för Tunadals IF.

## Främsta meriter
Andrén hade svenska rekordet i stavhopp under en del av år 1946.

## Idrottskarriär
Andrén slog den 17 augusti 1946 Bo Ljungbergs svenska rekord (4,15) från 1935, genom att i Luleå hoppa 4,16. Senare samma år, vid EM i Oslo, slogs hans rekord av Allan Lindberg.
Samma år (1946) vann Andrén även ST-pokalen (Sundsvalls Tidning).